# Batalla de Montblanc
La batalla de Montblanc de 1649 fou un dels episodis de la Guerra dels Segadors. Es van enfrontar tropes franceses i castellanes a Montblanc (Conca de Barberà).

## Antecedents
El 1649, amb els castellans guanyant posicions al Principat, surt de Lleida una columna formada per 7.000 soldats d'infanteria i 3.000 cavallers comandats per Juan de Garay. Aquest exèrcit ocupa les poblacions de Vimbodí, el Monestir de Poblet, Montblanc, Cabra del Camp, Valls, Constantí (el 6 d'octubre), Torredembarra, Vilanova i la Geltrú i Sitges. L'avanç de les tropes de Garay que s'acostaven a Barcelona va provocar l'alarma dels francesos que varen fer entrar a Barcelona els regiments de Champagne, Sainte Mesme, Auvergne i Montpouillan, 500 suïssos i 800 cavalls.

## Primera batalla de Montblanc
La matinada del 24 de setembre de 1649 l'exèrcit castellà entra a la Conca de Barberà. Arriben notícies que tropes franceses s'havien fortificat a l'església de Santa Maria de Montblanc. Eren uns 80 homes del regiment de Fabregue. L'exèrcit de Juan de Garay entra a la vila ducal i assetja l'església convertida en plaça forta pels francesos. L'enfrontament és molt violent, amb intercanvi constant de trets. Finalment, els assaltants aconsegueixen tirar la porta principal de l'església i entren a sang i foc a l'edifici. Els assaltants sofriren uns 100 baixes.
El 30 de setembre la columna es va reunir amb les que hi havia a Tarragona, i prengueren Salou i Constantí i avançaren cap al Penedès, i el 13 d'octubre van atacar Sitges, que només va resistir tres dies i fou saquejada, i poc després, va tenir lloc la Batalla de Vilafranca el 17 d'octubre entre la cavalleria de l'exèrcit de Garay, composta pels batallons de Gregorio de Castro, Fracisco Sauri, Cristobal Delgado, Leonardo Morales i Alonso de Mercado i la de 4 regiments de cavalleria francesos, entre els quals hi havia els de La Mothe, Marquès de La Fère, Mérinville, Balthasar i el de Margarit (català) amb un total d'uns 700 cavalls. Els francesos derrotats perderen uns 300 homes.

## Segona batalla de Montblanc
Ja al final de la campanya, l'11 de novembre i prop de Montblanc, quan les tropes hispàniques es replegaven cap a Lleida, el general Marsin decidí atacar la rereguarda de l'exèrcit espanyol amb 350 homes dels regiments de cavalleria de Crequi, Aunetz i Pardouillan. No obstant, la reacció de Garay fou molt ràpida. Deixà 400 cavalls amb l'exèrcit i amb la resta de la cavalleria envià al Duc d'Alburquerque a reforçar la cavalleria hispànica que ja combatia sota les ordres de Diego Correa. D'altra banda s'enviaren 250 cavalls sota el comandament de Baró de Butier per envoltar als francesos.
La cavalleria francesa restà molt ràpidament en inferioritat i fou envoltada, anant a rescatar-los els regiments de cavalleria Margarit (català), d'Anjou i La Fare i també la resta dels tres regiments inicialment implicats. Una mica després arribaren també els regiments de cavalleria Canillac i Mérenville. Malgrat tot no pogueren evitar la derrota.
Encara que els castellans sostingueren que havien fet 400 presoners i 200 morts, els francesos ho negaren reconeixent haver deixat en l'encontre 100 homes i 3 oficials presoners. En realitat es pot pensar que tots dos bàndols exageraven en favor seu el resultat del combat i que molt pocs dels 350 combatents inicials del bàndol francès es pogueren escapar sans i estalvis del combat.

## Conseqüències
Mentre mig Catalunya era envaïda pels exèrcits hispànics, les tropes franceses governades per Josep d'Ardena es dedicaven a fer ràtzies pel Regne de València, ocupant i saquejant San Mateu, Benicarló i Peníscola amb un exèrcit de 1500 cavalls i 1000 infants sortits de Tortosa. El malestar dels catalans veient-se abandonats creixé encara més. Però les conseqüències encara foren pitjors. Les tropes s'emportaren robes d'aquestes poblacions que estaven afectades per la pesta i les vengueren a Tortosa. A inicis de 1650 Tortosa estava infectada i la plaga s'estengué per tot Catalunya durant la resta de 1650 i 1651.
El debilitament de Catalunya deguda a la pesta així com els problemes interns a França deguts a la Fronda provocaren que els anys següents les tropes hispàniques reconquerissin el Principat.